# Filerimos
Filerimos är ett berg i Grekland.   Det ligger i prefekturen Nomós Dodekanísou och regionen Sydegeiska öarna, i den sydöstra delen av landet, 400 km öster om huvudstaden Aten. Toppen på Filerimos är 83 meter över havet.
Terrängen runt Filerimos är platt österut, men åt sydväst är den kuperad. Havet är nära Filerimos norrut.  Närmaste större samhälle är Rhodos, 5,1 km nordost om Filerimos. 